# Воскресенські сади
Воскресе́нські сади́ (інша назва — Малинівка) — дачне селище у Дніпровському районі Києва, між озером Радунка на сході, залізницею на півдні, протокою Десенка (Чорторий) на заході та Райдужним масивом на півночі. Назву отримало через близькість до селища Воскресенська слобідка, яке на той час ще існувало. Інша назва місцевості — Малинівка, ймовірно, від однойменного озера, стариці Дніпра, навколо якого сформувалися Воскресенські сади.

## Історія
Дачне селище Воскресенські сади було створене у 1958 році на заливних луках між протокою Десенка і озером Радунка. Первісно селище нараховувало 930 ділянок, які займали територію 96 га, пізніше розрослося на захід, у бік Дніпра. Як і в інших дачних селищах Києва, що виникли за радянських часів, ділянки на Воскресенських садах розподілялися різними київськими організаціями, заводами та підприємствами між своїми працівникам. Першими поселенцями Воскресенських садів стали працівники Дарницького шовкового комбінату.
У 2012 році Воскресенські сади зазнали значних змін через реконструкцію Лівобережної лінії швидкісного трамвая. На місці колишньої вулиці 2-га лінія розпочалося прокладання трамвайної колії через територію садів від трамвайної зупинки «Романа Шухевича» до майбутнього зупинного пункту «Райдужний» міської електрички. Одночасно було зведено нову кінцеву зупинку швидкісного трамвая, яка запрацювала 24 жовтня 2012 року.
У лютому 2024 року вздовж колій швидкісного трамваю розпочалося будівництво нової дороги. Вона пролягла від вул. Петра Вершигори до подвійного тунелю у залізничному насипі біля зупинного пункту «Райдужний», що веде на Русанівські сади. Головною метою було спростити доступ до Подільського мостового переходу для мешканців прилеглих районів. Водночас, згідно з Генеральним планом міста Києва, ця дорога є частиною майбутньої автомобільної магістралі Троєщина–Осокорки.
1 грудня 2024 року на території Воскресенських садів було відкрито рух новою дорогою та запущено два автобусні маршрути № 110 і № 112. Це сприяло формуванню важливого для мешканців прилеглих житлових масивів транспортного вузла, що інтегрує автобусне сполучення, трамвайну та залізничну мережі.
В липні 2024 року між вул. Марка Черемшини та залізничним насипом почалося буріння паль під майбутні опори Подільського мостового переходу.

## Географія
На території Воскресенських садів збереглося кілька реліктових озер і ставків — стариць Десенки. Найбільше з них (в межах Воскресенських садів) — озеро Малинівка, довжина якого становить близько 500 м, ширина — до 50 м. На захід від Малинівки розташоване ще одне озеро — Дзеркальне. Інші водойми офіційних назв не мають.

## Інфраструктура
На території селища розташовані два зупинні пункти електрички — «Воскресенка» та «Райдужний». Біля зупинного пункту «Райдужний» знаходиться кінцева зупинка Лівобережної лінії швидкісного трамвая, де зупиняються трамвайні маршрути № 4 і № 5.
Через Воскресенські сади також проходять два автобусних маршрути: 
- № 110: вул. Милославська – ст. м. «Площа Українських Героїв»
- № 112: вул. Івана Микитенка – ст. м. «Лук’янівська»[15]

Вздовж трамвайних колій від вулиці Петра Вершигори проходить дорога, що сполучає Воскресенські та Русанівські сади через подвійний тунель у залізничному насипі. Ця дорога є єдиним заїздом з масиву Райдужний на Подільський мостовий перехід.
Вздовж залізнодорожного насипу розташовані два великих гаражних кооперативи: 
- ГБК «Райдужний» (вул. Гаражна, 1А)[17]
- ГК «Голубий Експрес» (вул. Марка Черемшини, 15)[18]

Управлінням дачними ділянками та підтриманням комунальної інфраструктури займаються садівничі товариства «Аерофлот», «Веселка», «Освіта», «Приозерне» та «Південьтеплоенергомонтаж». Зокрема вони забезпечують електро- та водопостачання, а також утримання внутрішніх доріг місцевого значення.

## Походження назви
Існує кілька версій походження назви історичної місцевості Малинівка. Можливо, її назва пов'язана з пташкою Малинівкою звичайною (Вільшанка), однойменним сортом рожевих яблук,  малиновою наливкою або однойменним озером в цій місцевості, яке колись було оточене густими заростями малини.